# Cléombrote III
Pour les articles homonymes, voir Cléombrote.

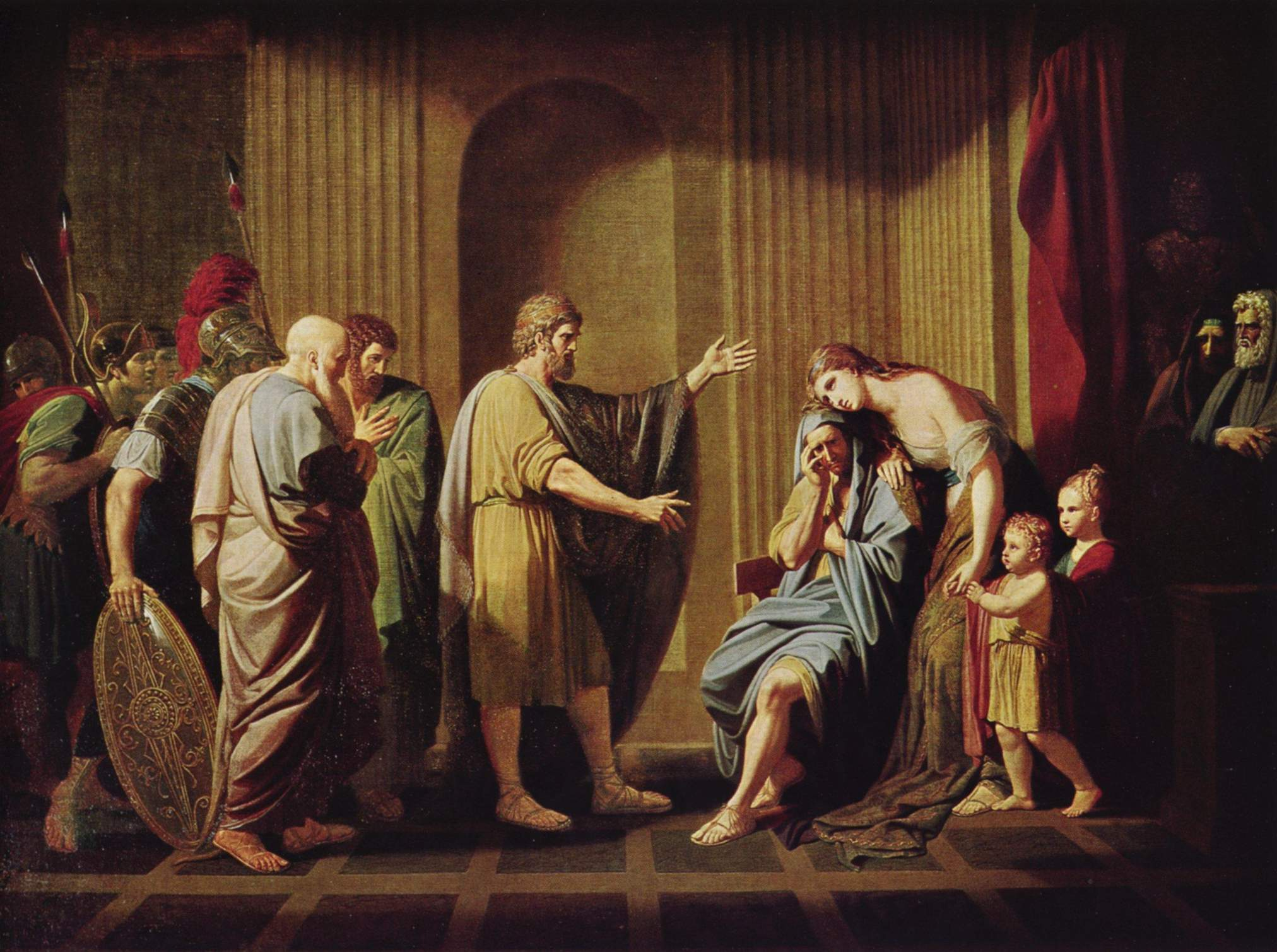
Cléombrote envoyé en exil par Léonidas II, roi de Sparte, par Benjamin West, 1768

Cléombrote III (en grec ancien Κλεόμϐροτος) est un roi de Sparte de la famille des Agiades qui régna de 242 à 240 av. J.-C.

## Famille
Il est probablement le petit-fils de Areus I, roi de Sparte de -309 à -265.
Cléombrote avait épousé Chélonis, fille du roi Léonidas II et de son épouse Cratesiclea, qui était d'origine perse. De cette union, ont leurs connait deux fils;
- Agesipolis, né vers -250, décédé avant -219, père de Agesipolis III;
- Cléomenes, né vers -245, décédé après -215, régent en -219[2].

## Biographie
En 242, Léonidas II fut déposé par l'éphore Lysandre sous le prétexte d'avoir épousé une femme d'origine étrangère, et dut quitter Sparte. Cléombrote monta sur le trône.
(Lysandre) mit en tête à son gendre Cléombrote, lequel était aussi de la race royale, de quereller la royauté. Léonidas, craignant l'issue de ce procès, s'alla jeter en franchise au temple de Junon surnommée Calchéœcos, et sa fille aussi, abandonnant Cléombrote son mari.
Et Chélonis suivit son père en exil.
L'année suivante, lorsque le mandat de Lysandre se termina, les nouveaux éphores relevèrent Léonidas et voulurent juger Lysandre. Il s'ensuivit une sorte de coup d'état et les deux rois
s'en allèrent ensemble sur la place accompagnés de leurs amis, et firent lever les éphores de leurs sièges, et en mirent d'autres à leur place.
Léonidas s'enfuit alors à Tégée. Mais la discorde se mit entre les nouveaux éphores et les rois. En 240, Léonidas revint à Sparte et remonta sur le trône.
Il avait l'intention de condamner à mort son gendre mais l'intervention de Chélonis sauva ce dernier en commuant sa peine en exil permanent. De nouveau, Chélonis quitta donc Sparte, cette fois avec son époux et leurs deux enfants.

## Sources
- Plutarque, Vies parallèles, Agis et Cléomène.